# Адам Болдуин
Адам Болдуин (на английски: Adam Baldwin); роден на 27 февруари 1962 г.) е американски актьор. Известен е с ролите си на сержант Анимъл Мадър във филма „Пълно бойно снаряжение“, Джейн Коб в сериала „Светулка“ и филма „Мисия Серенити“, и Джон Кейси в сериала „Чък“.

## Личен живот
Със съпругата му Ейми имат три деца. Той не е свързан с братята Болдуин.